# Seria 81
Seria 81 – seria wagonów metra produkowana od 1976 w ZSRR i Rosji w zakładach Mietrowagonmasz w Mytiszczach i Wagonmasz z Petersburga.

## Historia

### Geneza
W 1963 powstały wagony metra serii Je (ros. Е). Ich prędkość eksploatacyjna nie była zadowalająca, a z upływem czasu nie były one także w stanie zapewnić maksymalnej przepustowości na liniach o dużej liczbie pasażerów.
W 1973 rozpoczęto prace nad nowymi pojazdami kolei podziemnej, które byłyby w stanie zastąpić popularną serię sprzed dekady. W 1974 zbudowano pierwsze prototypowe wagony serii I (ros. И), które posiadały aluminiowe pudła. W tym samym roku opracowano także konstrukcję wagonów serii 81, których nadwozia były wykonane ze stali.

### Prototypy
W pierwszej połowie 1976 Mytiszczinskij maszinostroitielnyj zawod (ros. Мытищинский машиностроительный завод) wyprodukował sześć prototypowych wagonów – trzy końcowe kabinowe serii 81-717 o numerach 5846, 5854 i 5855 oraz trzy środkowe bez kabiny serii 81-714 o numerach 5837, 5867, 5868. Pod koniec 1977 w tym samym zakładzie produkcyjnym wybudowano małą serię składającą się z dwóch wagonów kabinowych 81-717 o numerach 9050 i 9051 oraz sześciu wagonów środkowych 81-714 o numerach od 9350 do 9355.

### Produkcja seryjna
| Seria                 | Lata produkcji                           | Zakład produkcyjny                                    | Liczba wagonów | Uwagi                 | Źródła        |
| --------------------- | ---------------------------------------- | ----------------------------------------------------- | -------------- | --------------------- | ------------- |
| 81-717/714            | od 1978                                  | Mietrowagonmasz, Mytiszczi                            |                | wersja dla miast ZSRR |               |
| 81-717/714            | od 1980                                  | Wagonmasz, Petersburg                                 |                | wersja dla miast ZSRR |               |
| 81-717.1/714.1        |                                          | Mietrowagonmasz, Mytiszczi                            |                | wersja dla Pragi      |               |
| 81-717.2/714.2        |                                          | Mietrowagonmasz, Mytiszczi                            |                | wersja dla Budapesztu |               |
| 81-717.3/714.3        | 1989                                     | Mietrowagonmasz, Mytiszczi                            | 10             | wersja dla Warszawy   |               |
| 81-717.4/714.4        |                                          | Mietrowagonmasz, Mytiszczi                            |                | wersja dla Sofii      |               |
| 81-717.6/714.6        |                                          | Mietrowagonmasz, Mytiszczi                            |                |                       |               |
| 81-717.6/714.6        | Wagonmasz, Petersburg                    |                                                       |                |                       |               |
| 81-717.6/714.6        | Twierskoj wagonostroitielnyj zawod, Twer |                                                       |                |                       |               |
| 81-720/721 Jauza      | od 1993                                  | Mietrowagonmasz, Mytiszczi                            | 78             |                       | [ 8 ] [ 9 ]   |
| 81-572/573            | 1994                                     | Wagonmasz, Petersburg                                 | 32             | wersja dla Warszawy   |               |
| 81-572.1/573.1        | 1997                                     | Wagonmasz, Petersburg                                 | 18             | wersja dla Warszawy   |               |
| 81-740.2/741.2 Rusicz |                                          | Mietrowagonmasz, Mytiszczi                            |                | wersja dla Sofii      |               |
| 81-740.4/741.4 Rusicz | od 2007                                  | Mietrowagonmasz, Mytiszczi                            | 512            | wersja dla Moskwy     |               |
| 81-572.2/573.2        | 2008-2009                                | Wagonmasz, Petersburg                                 | 42             | wersja dla Warszawy   |               |
| 81-540/541            |                                          | Wagonmasz, Petersburg                                 |                |                       |               |
| 81-553/554/555        |                                          | Wagonmasz, Petersburg                                 |                |                       |               |
| 81-556/557/558 Niewa  | od 2009                                  | Wagonmasz, Petersburg                                 |                |                       |               |
| 81-760/761 Oka        |                                          | Mietrowagonmasz, Mytiszczi                            |                |                       |               |
| 81-780/781 Ładoga     | 2011                                     | Oktiabrskij elektrowagonoriemontnyj zawod, Petersburg | 6              |                       | [ 10 ] [ 11 ] |

W połowie 1978 rozpoczęto produkcję seryjną wagonów 81-717/714 w Mytiszczinskim maszinostroitielnym zawodzie.
W 1980 produkcję tych pojazdów na podstawie dokumentacji opracowanej przez zakład z Mytiszczi rozpoczął Leningradskij wagonostroitielnyj zawod (ros. Ленинградский вагоностроительный завод) z Leningradu. W styczniu 1980 powstał pierwszy wagon środkowy 81-714 o numerze 7202, a w sierpniu 1980 fabrykę opuścił pierwszy wagon kabinowy 81-717 o numerze 8400.
W 1993 zakłady Mietrowagonmasz zaprezentowały nowe wagony metra serii 81-720/721 Jauza (ros. Яуза). Wyprodukowano ich łącznie 78 sztuk.
W 2007 Mietrowagonmasz rozpoczął produkcję wagonów 81-740.4/741.4 Rusicz (ros. Русич). Wyprodukowano ich łącznie 512 sztuk.
W 2008 rozpoczęto prace nad pojazdem serii 81-760/761 Oka (ros. Ока). W maju 2010 zaprezentowano pierwszy pociąg tego typu i planowano rozpoczęcie jego seryjnej produkcji w 2011.
W 2011 Oktiabrskij elektrowagonoriemontnyj zawod (ros. Октябрьский электровагоноремонтный завод) wyprodukował pierwszy pojazd serii 81-780/781 Ładoga (ros. Ладога).

### Modernizacje
| Seria                          | Lata modernizacji | Zakład modernizacyjny                              | Liczba wagonów | Źródła        |
| ------------------------------ | ----------------- | -------------------------------------------------- | -------------- | ------------- |
| 81-71M                         | 1996-2011         | Škoda Transportation, Pilzno                       | 465            | [ 15 ] [ 16 ] |
| 81-553.1/554.1/555.1 Sławutycz | 2000              | Škoda Transportation, Pilzno Wagonmasz, Petersburg | 5              | [ 17 ]        |
| 81-7021/7022                   | 2005, 2010-2011   | Kriukiwskij wagonobudiwnij zawod, Krzemieńczuk     | 30             | [ 17 ]        |

W latach 1996–2011 zakłady Škoda Transportation wykonały modernizację 93 składów 5-wagonowych dla metra praskiego. Pociągi otrzymały oznaczenie 81-71M.
W 2000 opracowano projekt pociągu serii 81-553.1/554.1/555.1 o nazwie Sławutycz dla Kijowa. Nowy skład został wykonany przez czesko-rosyjską spółkę utworzoną przez Škodę i UniKontrol z Pragi oraz Wagonmasz z Petersburga i Grupę Dedal z Moskwy.
W 2005 Kriukiwskij wagonobudiwnij zawod (ros. Крюківський вагонобудівний завод) wyprodukował pierwszy skład pięciowagonowy serii 81-7021/7022 dla metra kijowskiego. W latach 2010–2011 powstało kolejnych 5 pociągów, które nieco różniły się od pierwszego.

## Konstrukcja

### 81-717/714

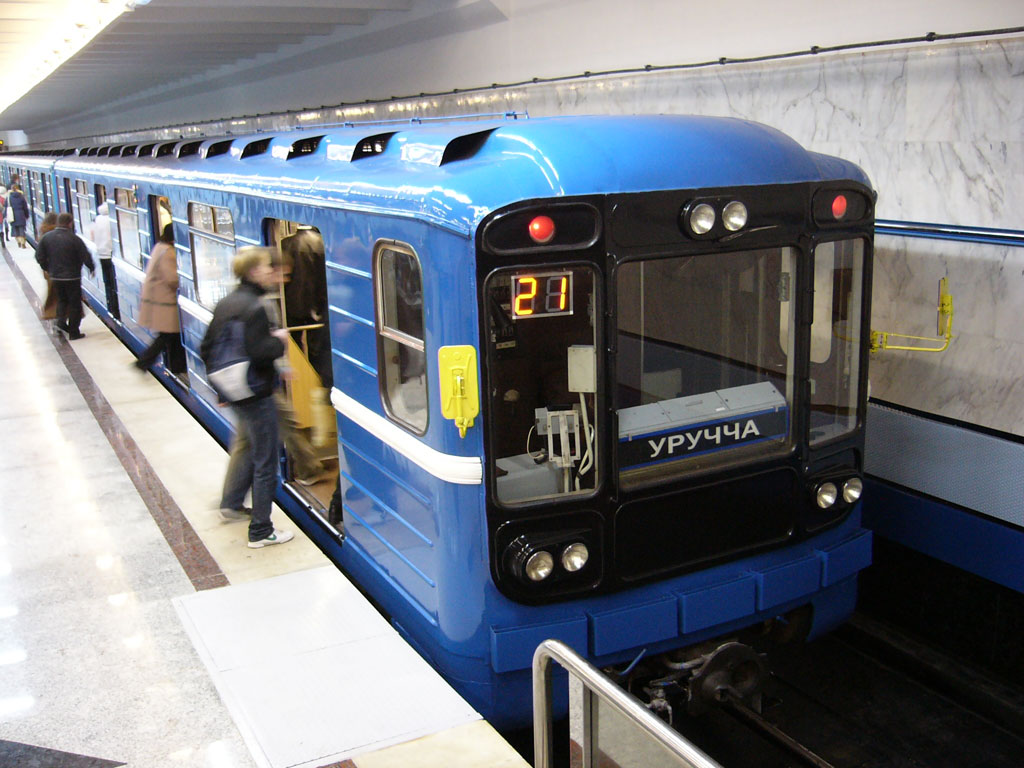
Miński wagon 81-717

Wagony serii 81 są przystosowane do sterowania wielokrotnego i mogą być łączone w składy o długości od 3 do 8 wagonów, przy czym pierwszy i ostatni z nich muszą być wyposażone w kabiny maszynisty.

#### Nadwozie
Pudła wagonów są konstrukcji stalowej spawanej. Do ramy wykonanej z ceowników przyspawane są podłoga oraz ściany boczne i czołowe, natomiast do ścian przyspawany jest dach. Po każdej stronie każdego wagonu znajdują się cztery pary rozsuwanych drzwi pasażerskich.

#### Wnętrze

##### Przedział pasażerski

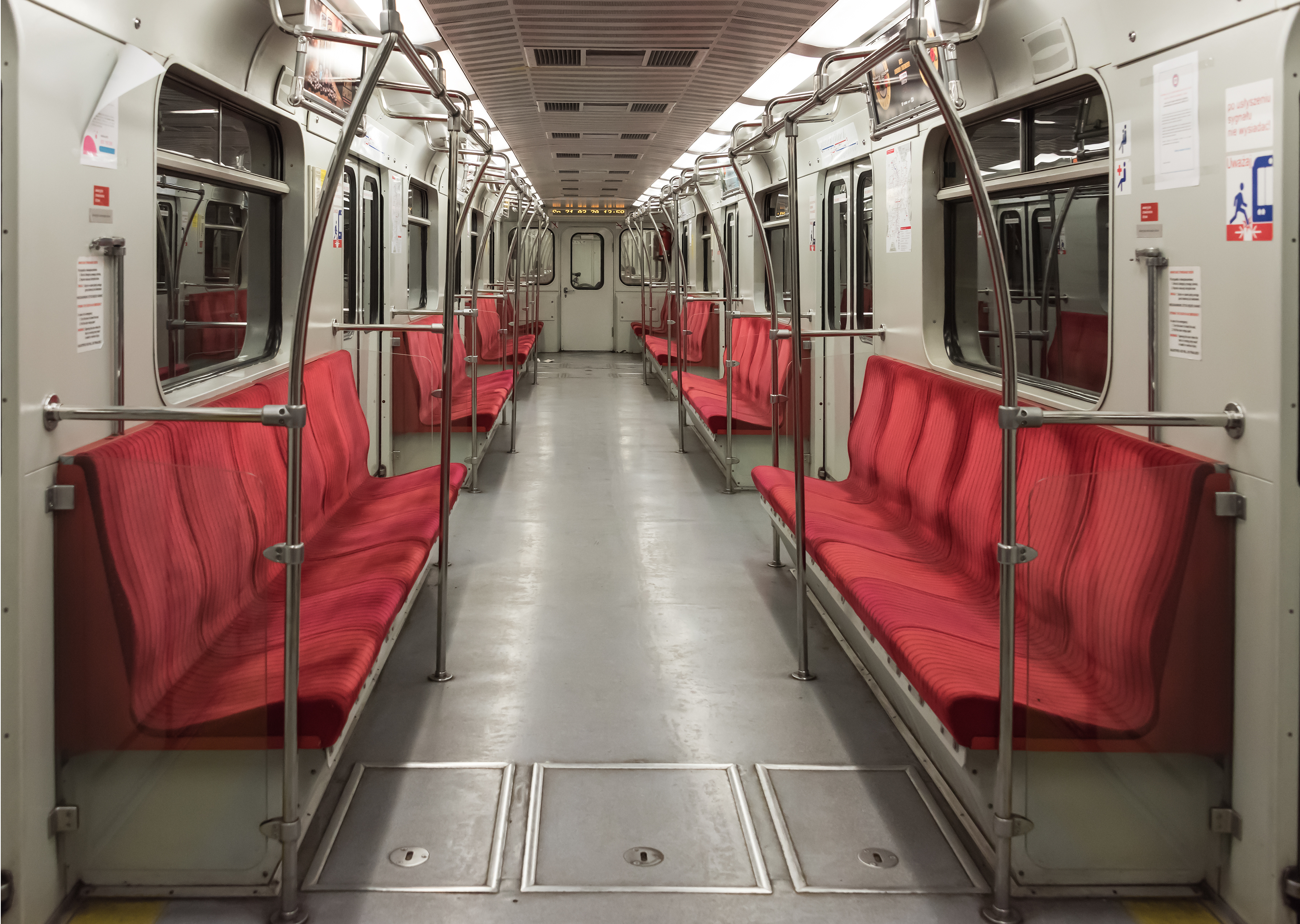
Wnętrze wagonu metra warszawskiego

Zastosowano wzdłużny układ siedzeń. Stojący pasażerowie mogą chwycić się zamontowanych poręczy pionowych i wzdłużnych. Oświetlenie stanowią oprawy luminescencyjne. Podłoga jest pokryta linoleum. Znajdują się w niej pokrywy umożliwiające dostęp do wózków.

##### Kabina maszynisty
Kabiny występują wyłącznie na jednym z końców wagonów kabinowych. Są one oddzielone od przedziałów pasażerskich przegrodą, której ściany tworzą przedział zawierający niektóre elementy układu elektrycznego i urządzenia odbiorcze systemu zabezpieczenia ruchu pociągu.

#### Wózki

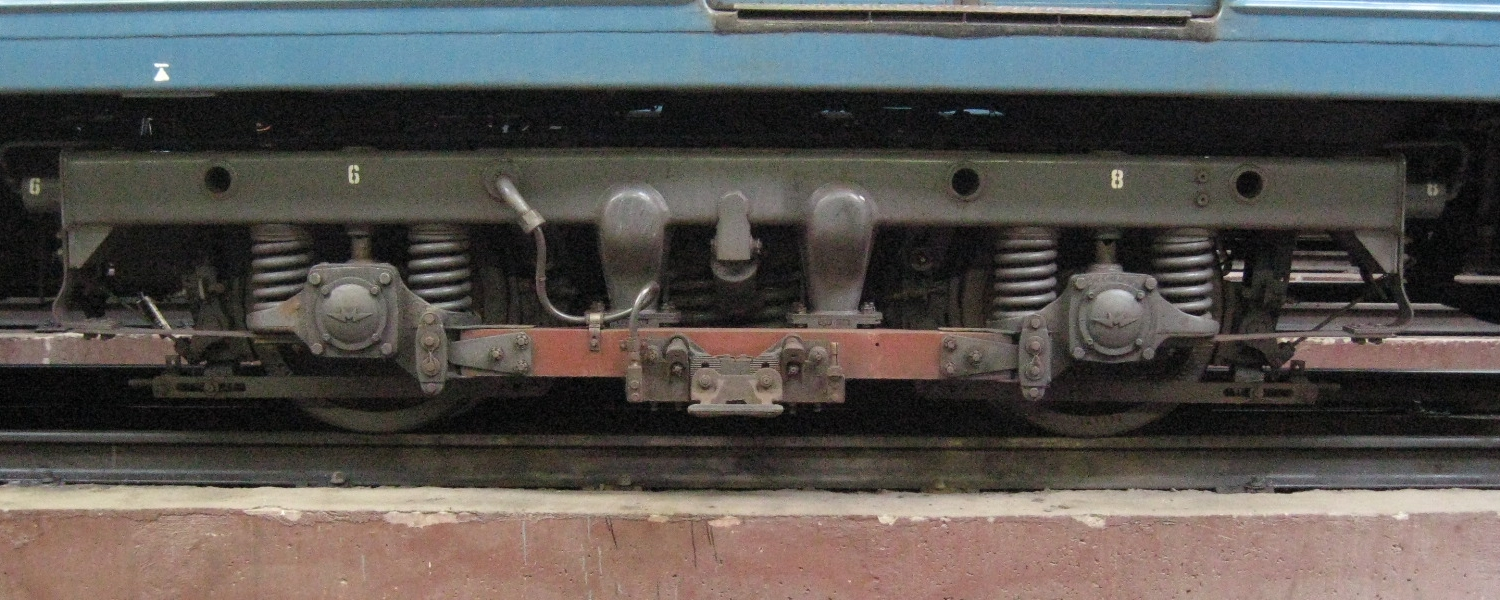
Wózek wagonu 81-714

Każdy wagon oparty jest na dwóch dwuosiowych wózkach.
Rama w kształcie litery H jest wykonana ze spawanych ceowników z blachy stalowej. Do belek wzdłużnych przyspawane są wsporniki do zamocowania dźwigni i cylindrów hamulcowych oraz zaprasowane tuleje służące do mocowania kolumn prowadzenia łożyska osi zestawu kołowego.
Silniki trakcyjne i reduktory zawieszone są na wspornikach przymocowanych do belek poprzecznych. W belkach tych znajdują się otwory z tulejami i specjalne okna do zamontowania centralnego zawieszenia.
Wózki są wyposażone w dwa stopnie usprężynowania. I stopień to usprężynowanie nadmaźnicze składające się z dwóch sprężyn śrubowych opierających się symetrycznie na maźnicy. II stopień to usprężynowanie centralne składające się z czterech podwójnych sprężyn śrubowych.

#### Układ napędowy
Każdy wagon napędzany jest czterema silnikami prądu stałego.

### 81-71M

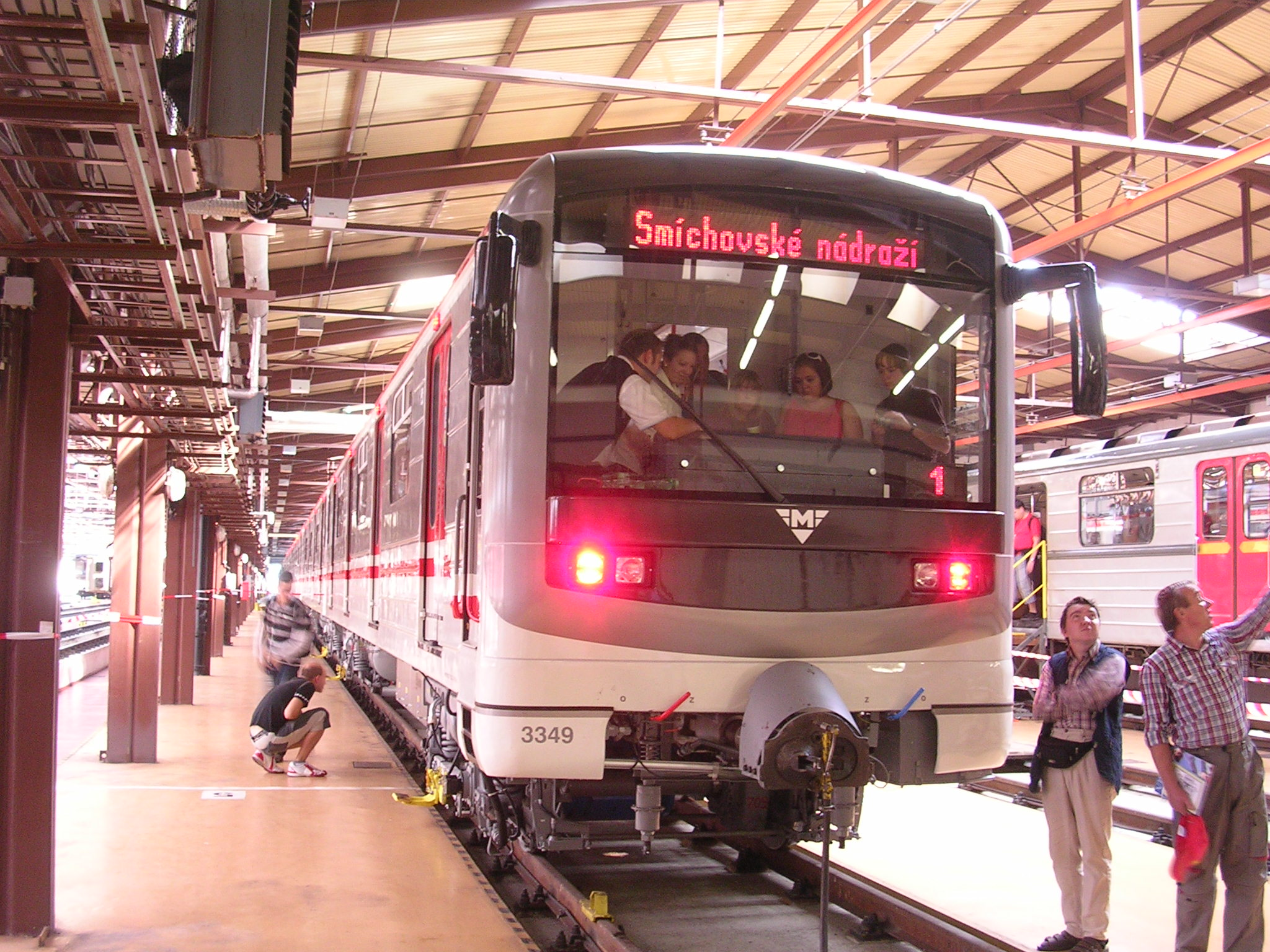
Skład serii 81-71M w zajezdni Zličín

Zakres zmian modernizacji wagonów dla praskiego metra obejmował całe składy. Z bazowych pojazdów wykorzystano jedynie pudła, wózki i silniki, które poddano regeneracji.
Wagony sterownicze otrzymały nowe ściany czołowe z szeroką szybą.
W przestrzeni pasażerskiej wzdłużny układ siedzeń zastąpiono układem mieszanym. Pojawiły się miejsca dla osób niepełnosprawnych i z większym bagażem.
Przearanżowano kabiny maszynisty, które otrzymały nowe wyposażenie oraz zostały poprawione pod względem ergonomii i estetyki.
W wózkach zamontowano nowe zestawy kołowe i ich ułożyskowanie. Zmianie uległ sposób połączenia wózków z pudłami wagonów.
Rozruch oporowy zastąpiono rozruchem impulsowym z częstotliwościowymi przekształtniki trakcyjnymi w technologii IGBT. Przyczyniło się to do poprawy parametrów ruchowych i zmniejszenia zużycia energii elektrycznej.

### 81-553.1/554.1/555.1 (Sławutycz)

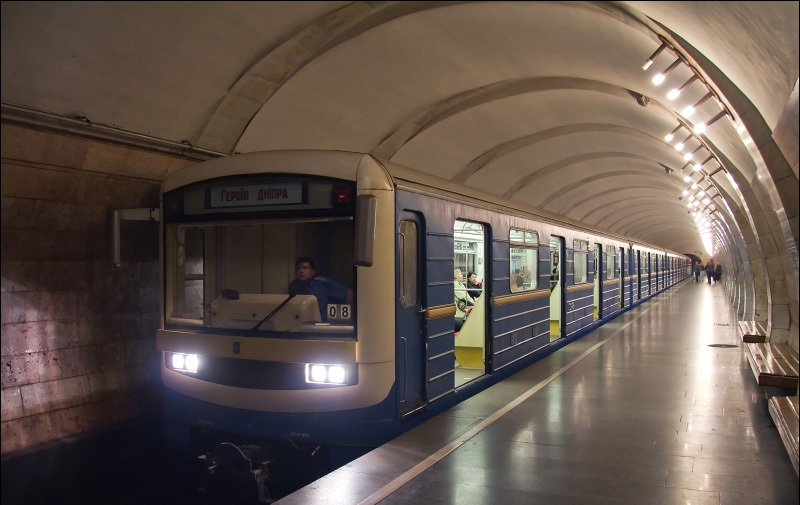
Kijowski Sławutycz

Skład opracowany specjalnie dla metra w Kijowie składa się z dwóch wagonów sterowniczych silnikowych (typ 553, wagony o numerach 1 i 5), dwóch wagonów środkowych silnikowych (typ 554, wagony o numerach 2 i 4) i jednego wagonu środkowego doczepnego (typ 555, wagon o numerze 3).
Zmianie uległa zewnętrzna stylistyka kabiny maszynisty oraz aranżacja części pasażerskiej. Dokonane modyfikacje są zbliżone do tych wprowadzonych w praskich składach serii 81-71M.
Pociąg został wyposażony w asynchroniczne silniki trakcyjne o mocy 170 kW każdy, co przyczyniło się do zmniejszenia energochłonności składu o 30%. Zastosowanie rozruchu impulsowego umożliwiło zamontowanie elektrodynamicznego hamulca odzyskowego.
W wagonie numer 3 zamontowano komputer pokładowy.

### 81-7021/7022

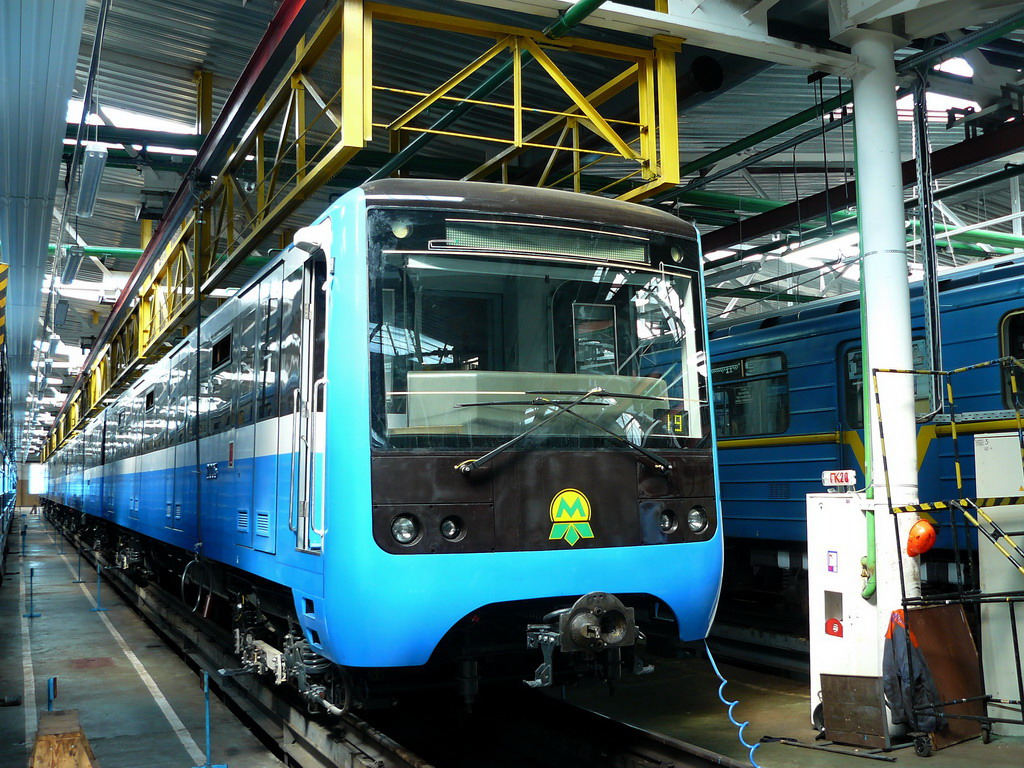
Skład serii 81-7021/7022

Pierwszy kijowski skład serii 81-7021/7022 opierał się na wózkach z fabryki Mietrowagonmasz z Mytiszczi oraz był wyposażony w silniki prądu stałego i rozruch rezystorowy. Kolejnych pięć pociągów tej serii opiera się na wózkach opracowanych i wyprodukowanych przez KWSZ oraz posiada nieco zmieniony układ elektryczny w porównaniu z pierwszym pojazdem.
Zmianie uległa stylistyka pudeł wagonów, w tym forma okien i kabina maszynisty.

## Eksploatacja
| Kraj        | Miasto         | Serie | Źródła       |
| ----------- | -------------- | --- | ------------ |
| Armenia     | Erywań         | 81-717/714 |              |
| Azerbejdżan | Baku           | 81-710 • 81-714/717 |              |
| Białoruś    | Mińsk          | 81-717/714 |              |
| Bułgaria    | Sofia          | 81-717.1/714.1 • 81-740.2c/741.2d |              |
| Czechy      | Praga          | 81-717.1/714.1 |              |
| Gruzja      | Tbilisi        | 81-703 • 81-707 • 81-708 • 81-710 • 81-714/717 • 81-501 • 81-502                                                                      |              |
| Polska      | Warszawa       | 81-717.3/714.3 • 81-572/573 • 81-572.1/573.1 • 81-572.2/573.2                                                                         | [ 18 ] [ 3 ] |
| Rosja       | Jekaterynburg  | 81-717/714 |              |
| Rosja       | Kazań          | 81-551/552/553 |              |
| Rosja       | Moskwa         | 81-703 • 81-708 • 81-710 • 81-717/714 • 81-720/721 "Jauza" 81-740/741 "Rusicz" • 81-508 • 81-509 • 81-760/761 • 81-581/582 • 81-765.2 |              |
| Rosja       | Niżny Nowogród | 81-717/714 |              |
| Rosja       | Nowosybirsk    | 81-717/714 |              |
| Rosja       | Petersburg     | 81-703-706 • 81-707 • 81-717/714 • 81-701-703 • 81-540/541                                                                            |              |
| Rosja       | Samara         | 81-717/714 |              |
| Ukraina     | Charków        | 81-710 • 81-714/717 |              |
| Ukraina     | Dniepr         | 81-717/714 |              |
| Ukraina     | Kijów          | 81-707 • 81-501/502 • 81-717/714 • 81-717M/714M • 81-553/554/555 • 81-7021/7022                                                       | [ 17 ]       |
| Uzbekistan  | Taszkent       | 81-717/714 • 81-718/719 |              |
| Węgry       | Budapeszt      | 81-713 (Ev3) • 81-717.5/714.5 |              |

### Kijów

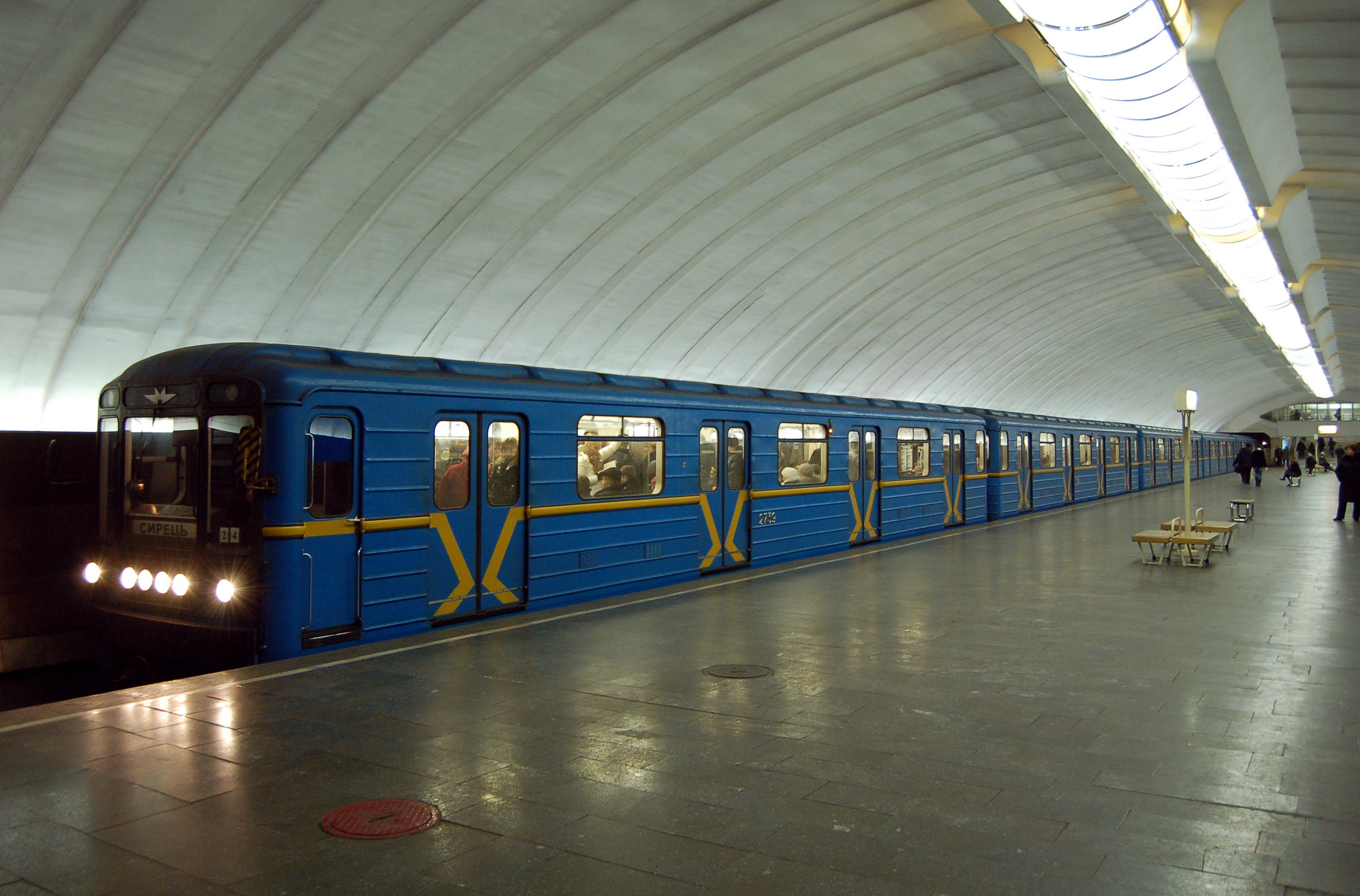
81-717/714 na stacji Osokorki

W 1978 kijowskie metro rozpoczęło eksploatację wagonów serii 81-717/714. Zostały one skonfigurowane w składy 5-wagonowe i obsługują wszystkie linie.
W 1988 do eksploatacji włączono pociągi 5-wagonowe składające się z wagonów serii 81-717M/714M.
W 2002 w Kijowie rozpoczęto użytkowanie jednego prototypowego składu serii 81-553/554/555.
W 2010 rozpoczęto eksploatację 6 składów serii 81-7021/7022.

### Warszawa

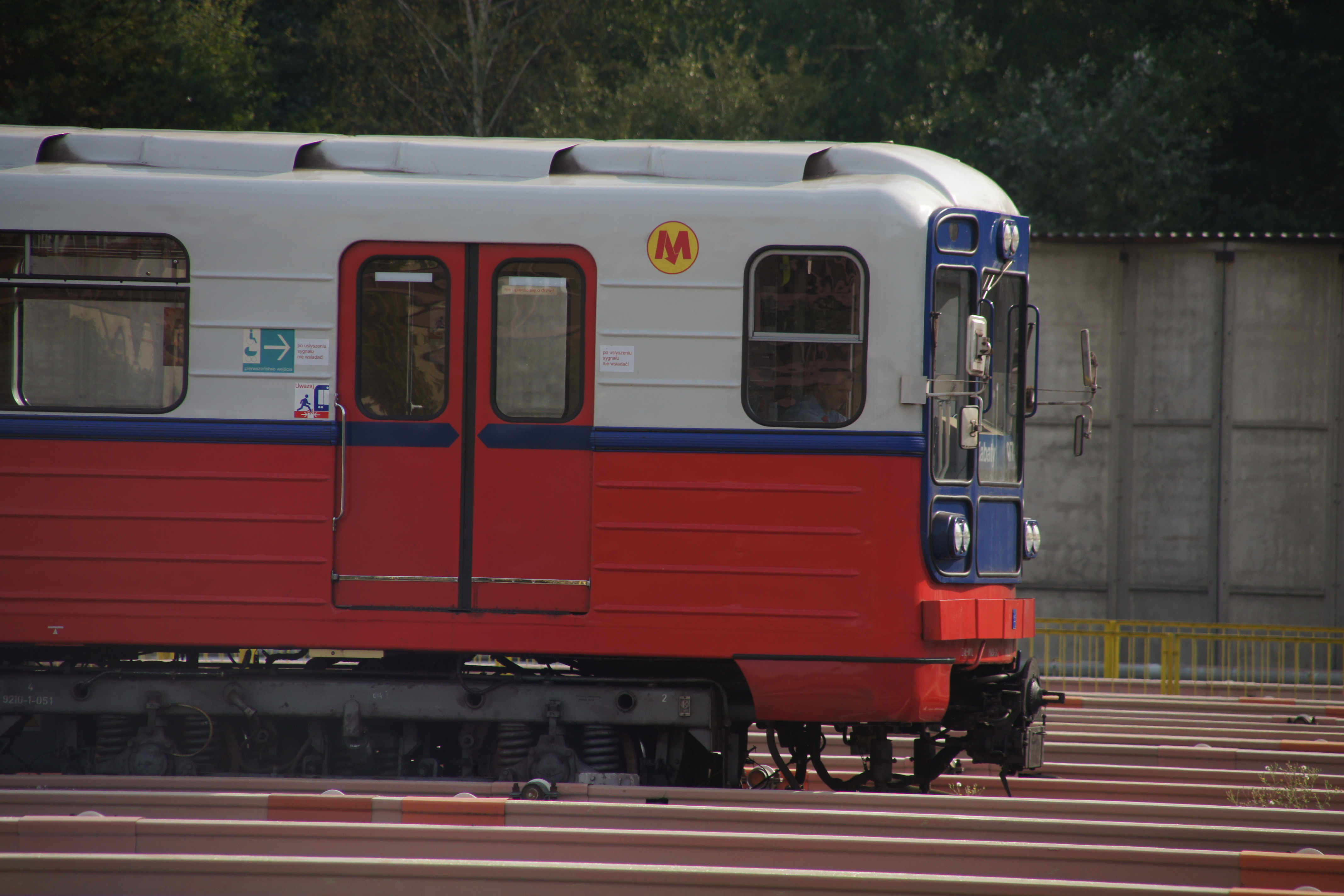
Warszawska seria 81-717/714

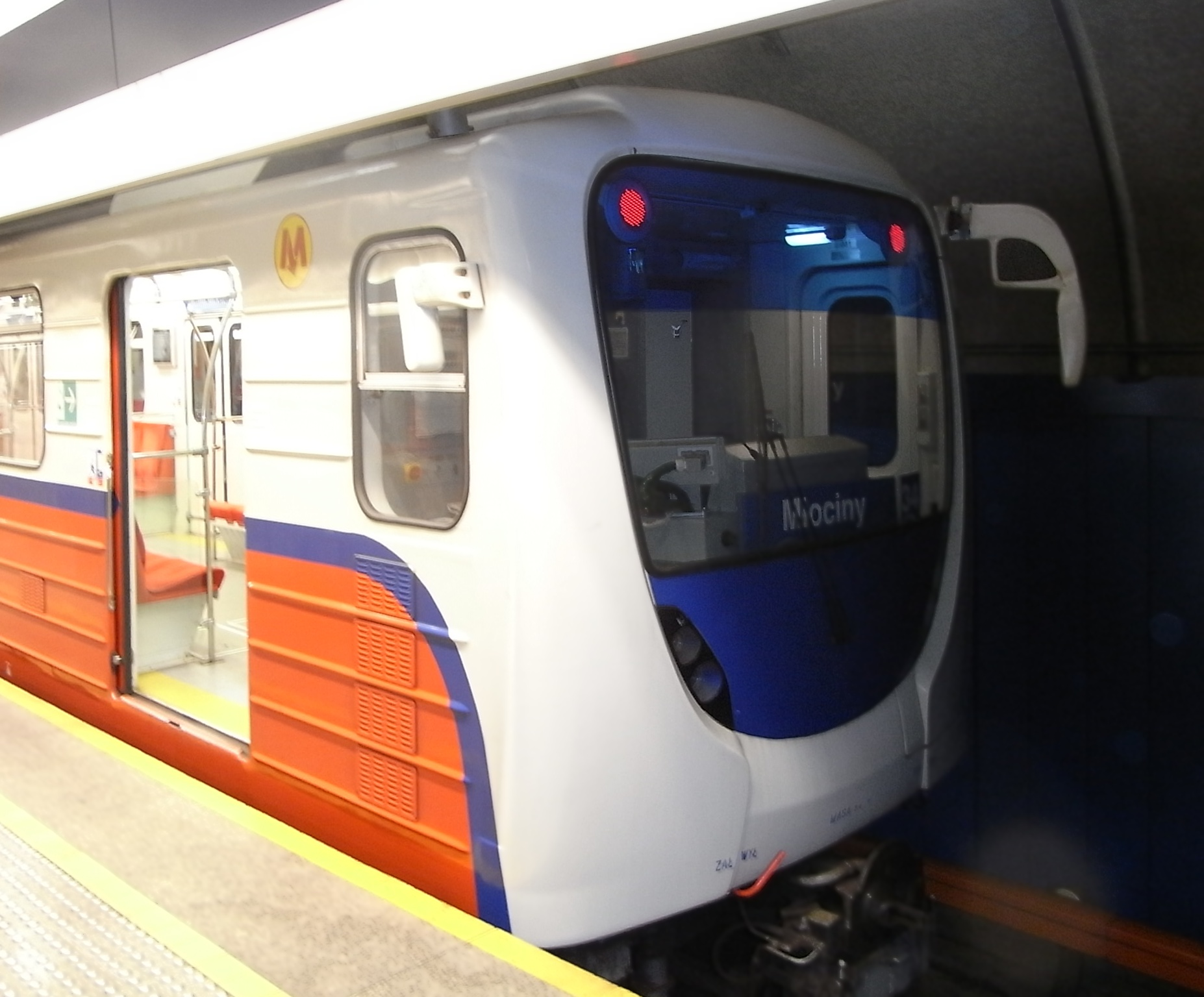
Wagon serii 81-572.2/573.2 warszawskiego metra

W styczniu 1982 przebywający z wizytą w Warszawie przewodniczący Rady Najwyższej Związku Radzieckiego Leonid Breżniew dokonał zapisu w dokumentach o ofiarowaniu warszawskiemu metru 90 wagonów.
W marcu 1990 dotarła do Warszawy pierwsza i ostatnia partia daru od ZSRR w postaci 10 wagonów. Wyprodukowane w 1989 w zakładach Mietrowagonmasz w Mytiszczi 4 wagony kabinowe i 6 wagonów środkowych zestawiono w 2 pociągi 5-wagonowe. Nie zapewniały one żadnych możliwości organizacji przewozu pasażerów, dlatego zdecydowano o zakupie kolejnych wagonów. Koncerny zachodnie oferowały drogi tabor i proponowały prawie dwuletni cykl dostaw, a rosyjskie zakłady Wagonmasz z Petersburga zobowiązały się dostarczyć niezbędną liczbę wagonów z bieżącej produkcji w cenie pięciokrotnie niższej. W 1994 zakupiono w tych zakładach 32 wagony podobne do już posiadanych pojazdów serii 81, co pozwoliło na zestawienie 14 składów 3-wagonowych.
7 kwietnia 1995 uruchomiono pierwszy odcinek I linii warszawskiego metra. Posiadany przez Metro Warszawskie tabor zapewniał kursowanie pociągów w takcie 5-minutowym w szczycie przewozowym i 7-minutowym poza szczytem.
Pod koniec 1995, w związku z bliskim granicy przewozowej zatłoczeniem pociągów, zdecydowano się na zakup kolejnych 18 wagonów rosyjskich. Dotarły one do Warszawy w listopadzie 1997, a włączono je do eksploatacji 26 maja 1998 wraz z przedłużeniem linii do stacji A13 Centrum. Wagony pozwoliły na przedłużenie posiadanych dotychczas 14 pociągów 3-wagonowych do składów 4-wagonowych oraz utworzenie pociągu o numerze 15.
W sierpniu 2005 rozpoczęto remonty 39 z 60 eksploatowanych ówcześnie przez warszawskie metro wagonów serii 81. Zakłady PESA w Bydgoszczy w ramach remontu m.in. wymieniły podłogi i okna, zainstalowały nowe poręcze, wygłuszyły kabiny oraz pomalowały pudła pojazdów.
W październiku i grudniu 2005 ogłoszono przetargi na dostawę odpowiednio 14 i 16 wagonów pośrednich serii 81. W obydwu postępowaniach wygrały zakłady Wagonmasz, z którymi umowy podpisano odpowiednio w kwietniu i październiku 2006. Wszystkie wagony zostały dostarczone do końca 2007 i pozwoliły na wydłużenie posiadanych 15 pociągów 4-wagonowych do składów 6-wagonowych.
W listopadzie 2006 zapadła decyzja o zakupie 5 pociągów 6-wagonowych, a w grudniu 2006 ogłoszono przetarg na ich dostawę. W marcu 2007 nastąpiło otwarcie ofert i w lipcu 2007 podpisano umowę z zakładami Wagonmasz. W 2009 Metro Warszawskie zamówiło bez przetargu u tego samego producenta dwa kolejne pociągi. Do sierpnia 2009 zostało dostarczonych i włączonych do eksploatacji 7 składów serii 81-572.2/573.2.
31 grudnia 2012 Metro Warszawskie eksploatowało 132 wagony serii 81 skonfigurowane w 22 pociągi 6-wagonowe.

### Pozostałe pojazdy Metra Warszawskiego
- Alstom Metropolis
- Siemens Inspiro
- Škoda Varsovia